# Грачёв, Иван Егорович
Иван Егорович Грачёв (22 июля 1935 — 16 февраля 2007) — слесарь-сборщик Рыбинского производственного объединения моторостроения, Герой Социалистического Труда.

## Биография
Родился 22.07.1935 в деревне Большая Каменка Бежецкого района Калининской области. После окончания семилетней школы работал на льнозаводе. В 1954—1957 гг. служил в пограничных войсках.
После увольнения в запас переехал в Рыбинск и поступил работать слесарем-сборщиком на Рыбинский государственный союзный завод п/я 20 (с 1966 года — Рыбинский моторостроительный завод, в 1974 г. преобразован в Рыбинское производственное объединение моторостроения).
Работая с личным клеймом качества, участвовал в сборке сложнейших узлов.
По итогам 8-й пятилетки награждён орденом Ленина (26.04.1971).
В 1976 году присвоено звание Героя Социалистического Труда — за заслуги в создании, испытании и освоении производства новой авиационной техники.
Почётный гражданин Рыбинска (1984)
Делегат ХVI съезда профсоюзов (1984).
С 1998 г. на пенсии.
Умер 16 февраля 2007 года.
Жена — Грачева Дина Григорьевна, работала на Рыбинском приборостроительном заводе.